# Viguesa de Transportes
Viguesa de Transportes, S.L. (abreviado como Vitrasa) es una empresa de transportes española, responsable del transporte público urbano en la ciudad de Vigo. Se encuentra en régimen de concesión municipal desde el año 1968. Además, explota en régimen de concesión autonómica una línea, que realiza el recorrido entre el Alto de la Encarnación, Vigo y Coya/Bouzas/Samil (línea C3).
Presta servicio a los municipios de Vigo y Redondela, de este último a las parroquias de Chapela. 
En la cultura popular viguesa, la palabra vitrasa se ha convertido en sinónimo de autobús.

## Cifras
En diciembre de 2024, dispone de una flota de 120 autobuses activos y 4 inactivos, cubriendo un total de 45 líneas. Debido a las cláusulas de la concesión para la explotación del servicio, Vitrasa no puede aumentar el número de su flota dedicada al transporte urbano de pasajeros, salvo que el Ayuntamiento cambie las condiciones de dicha concesión.
En septiembre de 2008, el Ayuntamiento de Vigo anunció que quiere negociar con Vitrasa la modificación del contrato para así poder aumentar el servicio que se presta en la ciudad de Vigo, con la posibilidad de acortar los trayectos para ganar en puntualidad.
Transportó, 22,5 millones de pasajeros en 2006, lo que supuso un aumento de un 4%, respecto del año precedente y supuso, además, el cuarto año consecutivo que registraba un aumento de viajeros.
En 2006, la media de viajeros de Vitrasa se situaba en unos 80.000 usuarios diarios, siendo la línea Circular Centro la más utilizada de la red, con una media de 5.500 usuarios. En este mismo período, los autobuses de toda la red recorrieron entre 23.000 y 24.000 kilómetros, realizando aproximadamente 7 millones de viajes.

### Cifras de uso de las líneas (2014)
Según el último Plan de Movilidad, la línea más usada es la C3 con más de 4 millones de viajeros, le sigue la L4 y la L15 superando ambas los 2 millones de viajeros. 
Por orden de uso estas son las líneas de Vitrasa.
Más de 4 millones de viajeros:

- C3

Más de 2 millones de viajeros

- L4 (A y C)
- L15 (A, B y C)

Más de 1 millón de viajeros

- L5 (A y B)
- L11
- C1
- L9 (B)

Más de 500.000 viajeros

- L12 (A y B)
- L7
- L17
- L31

El resto de líneas son usadas por menos de 250.000 viajeros.

## Historia
Se crea Vitrasa con forma de sociedad anónima, en mayo de 1968, luego de resultar adjudicataria de la concesión municipal del transporte público urbano en la ciudad de Vigo.
Ese mismo año, en julio, presenta sus primeros autobuses al público, en un acto celebrado en la explanada que está enfrente al Real Club Náutico de Vigo. Son treinta autobuses y dos micro-buses, de color azul, que darán servicio en 16 líneas.
En diciembre de 1994, habiendo finalizado la concesión municipal, se convoca un nuevo concurso, resultando nuevamente adjudicataria Vitrasa, por un período de 25 años.
Una de las condiciones de esta nueva concesión fue el cambio del color de sus autobuses, del rojo que tuvo desde 1986, al verde y blanco que llevan desde entonces y hasta la fecha (2010).
En 2001 empieza una remodelación de su red, buscando potenciar las líneas circulares y la implantación de un “billete de transbordo” entre diferentes líneas, para completar el viaje.
En marzo de 2002, junto con las sociedades Tuzsa (que explota el servicio de transporte urbano de Zaragoza) y Auto Res (sociedad de transporte de viajeros por carretera), crea el nuevo consorcio Avanza Grupo, con el objetivo de competir en el sector de transportes a nivel nacional español, convirtiéndose en el segundo operador de transportes por carretera, en el momento de su creación, tras ALSA.

## Listado de los rótulos de las líneas

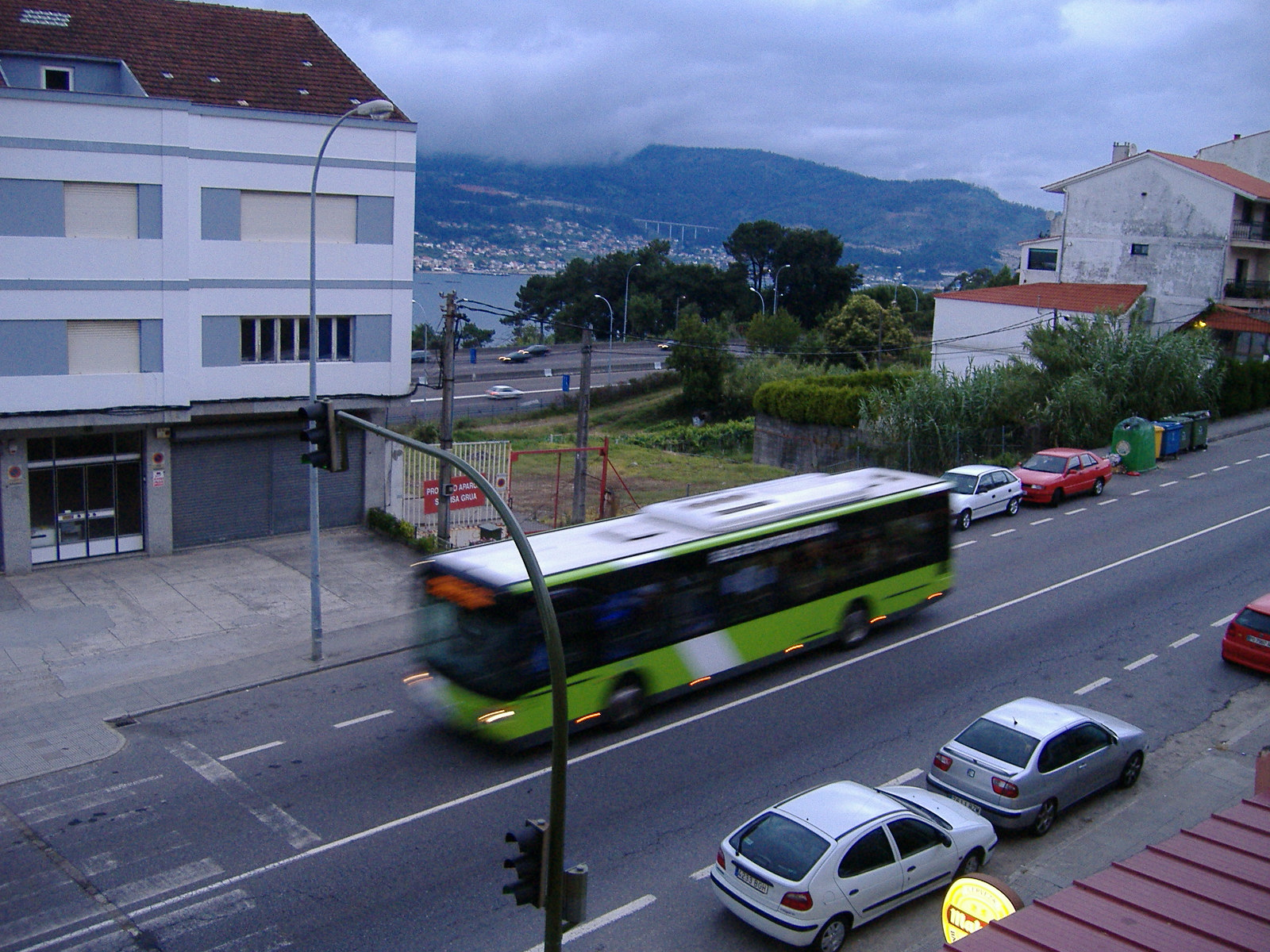
Autobús de Vitrasa, de la línea C3, circulando por Chapela.

- L-A  – Aeropuerto de Peinador – Universidad.
- C1  (enlace roto disponible en Internet Archive; véase el historial, la primera versión y la última). – Circular Centro (Plaza de América – Plaza de América).
- C3  (enlace roto disponible en Internet Archive; véase el historial, la primera versión y la última).  (enlace roto disponible en Internet Archive; véase el historial, la primera versión y la última). – Encarnación – Coya/Bouzas por Plaza España o Plaza Eugenio Fadrique (fines de semana, festivos y en época estival circula hasta Samil).
- L4A  Archivado el 30 de enero de 2016 en Wayback Machine. – Coya – Aragón.
- L4C  Archivado el 30 de enero de 2016 en Wayback Machine. – Coya – Gregorio Espino.
- L5A  (enlace roto disponible en Internet Archive; véase el historial, la primera versión y la última). – Buenos Aires – P.Navia por Urzáiz.
- L5B  (enlace roto disponible en Internet Archive; véase el historial, la primera versión y la última). – Buenos Aires – P.Navia por García Barbón.
- L6  Archivado el 30 de enero de 2016 en Wayback Machine. – Plaza de España - Beade (laborables circula hasta el Hospital Álvaro Cunqueiro)
- L7  (enlace roto disponible en Internet Archive; véase el historial, la primera versión y la última). – Plaza de España – Garrida/Zamanes/ Sobreira.
- L9B  (enlace roto disponible en Internet Archive; véase el historial, la primera versión y la última). – Reconquista - Rabadeira.
- L10  (enlace roto disponible en Internet Archive; véase el historial, la primera versión y la última). – Cementerio de Teis – Canido - Sayanes
- L11  Archivado el 30 de enero de 2016 en Wayback Machine. – San Miguel – Cabral (Santa Marina/Vía Tranvía).
- L12A  (enlace roto disponible en Internet Archive; véase el historial, la primera versión y la última). – Hospital Meixoeiro – Muíños - Sayanes.
- L12B  Archivado el 30 de enero de 2016 en Wayback Machine. – Hospital Meixoeiro – Hospital Álvaro Cunqueiro
- L13  (enlace roto disponible en Internet Archive; véase el historial, la primera versión y la última). – Hospital Meixoeiro – Teixugueiras (por Calle Coruña y Gran Vía) sólo días lectivos.
- L14  (enlace roto disponible en Internet Archive; véase el historial, la primera versión y la última). – Chans – Gran Vía.
- L15A  (enlace roto disponible en Internet Archive; véase el historial, la primera versión y la última). – Cabral – Samil (por Plaza de España).
- L15B  (enlace roto disponible en Internet Archive; véase el historial, la primera versión y la última). – Xestoso – Samil (por Beiramar).
- L15C  Archivado el 30 de enero de 2016 en Wayback Machine. – Universidad – Samil (por Pi y Margall).
- L16  (enlace roto disponible en Internet Archive; véase el historial, la primera versión y la última). – Coya - Balaídos - Zamora - Estación FF.CC. (Guixar).
- L17  (enlace roto disponible en Internet Archive; véase el historial, la primera versión y la última). – Matamá (Balsa) – La Guía/Ríos.
- L18  Archivado el 30 de enero de 2016 en Wayback Machine. – Arenal – Sárdoma (por Salgueira/Falcoa)/Pouleira (por Salgueira/Miraflores)/Carneiras (por Falcoa). (laborables circula hasta el Hospital Álvaro Cunqueiro en expediciones)
- L23  Archivado el 30 de enero de 2016 en Wayback Machine. – Martín Echegaray- Gregorio Espino.
- L24  Archivado el 30 de enero de 2016 en Wayback Machine. - Poulo - Estación FF.CC. (Guixar).
- L25  Archivado el 30 de enero de 2016 en Wayback Machine. – Plaza de España – Sabaxáns/Caeiro.
- L27  (enlace roto disponible en Internet Archive; véase el historial, la primera versión y la última). - Beade (C. Cultural)(laborables circula por Hospital Álvaro Cunqueiro y Camiño Presas según expediciones) - Rabadeira.
- L28  Archivado el 30 de enero de 2016 en Wayback Machine. – Sampayo – Pizarro/Arenal/Berbés/Bouzas.
- L29  Archivado el 30 de enero de 2016 en Wayback Machine. – Fragoselo/Casás – Plaza de España.
- L31  Archivado el 30 de enero de 2016 en Wayback Machine. – San Lorenzo – Hospital del Meixoeiro.
- N1  (enlace roto disponible en Internet Archive; véase el historial, la primera versión y la última). – Nocturno 1 (Buenos Aires - Samil por Pi y Margall).
- U1  – Plaza de España – Plaza de América – Universidad (año lectivo).
- U2  – Plaza de América – Plaza de España – Universidad (año lectivo).
- H  Archivado el 30 de enero de 2016 en Wayback Machine. - Navia - Bouzas - Hospital Álvaro Cunqueiro (sólo un viaje en laborables).
- H1  Archivado el 30 de enero de 2016 en Wayback Machine. - Hospital Álvaro Cunqueiro - Policarpo Sanz.
- H2  Archivado el 15 de enero de 2016 en Wayback Machine. - Hospital Álvaro Cunqueiro - Gregorio Espino, 79.
- H3  - Hospital Álvaro Cunqueiro - García Barbón.
- Autobús turístico (funciona en fechas determinadas y en época estival).

## Servicios especiales
- Bus Turístico : RECORRIDO: Cánovas del Castillo - Carral - Marqués de valladares - Rosalía de Castro - República Argentina - Areal - Oporto - García Barbón - Policarpo Sanz - Puerta del Sol - Elduayen - Paseo de Alfonso XII - Falperra - Cachamuiña - E. Blein Budiño - Marqués Alcedo - Manuel Olivié - Paseo de Rosalía de Castro (Parque de Castro) - Manuel Olivié - Plaza de España - Gran Vía - Plaza de América - Avenida de Castrelos - Antonio Palacios - Bajada del Pontillón - Paseo Ángel Llarri (Museo Quiñones de León)- Avenida de Castrelos - Portanet - Rua Val Miñor - Fragoso - Manuel de Castro - Martín Echegaray - Avenida de Castelao - Avenida de Europa - Avenida de Samil - Avenida Atlántida - Circunvalación VG-20 - Eduardo Cabello (Bouzas) - Beiramar - Plaza del Puerto Pesquero (Túnel) - Beiramar - Cánovas del Castillo
- L19 : Circular Auditorio (circula únicamente en días de evento en Auditorio Mar de Vigo.